# Lac Cacaoui
Lac Cacaoui är en sjö i Kanada.   Den ligger i regionen Côte-Nord och provinsen Québec, i den östra delen av landet, 900 km nordost om huvudstaden Ottawa. Lac Cacaoui ligger 432 meter över havet. Arean är 13,8 kvadratkilometer. Den sträcker sig 6,2 kilometer i nord-sydlig riktning, och 5,0 kilometer i öst-västlig riktning.
Trakten runt Lac Cacaoui är nära nog obefolkad, med mindre än två invånare per kvadratkilometer.